# UGPS J072227.51-054031.2
UGPS J072227.51-054031.2 (designação abreviada para UGPS 0722-05) é uma anã marrom de classe espectral T, localizada na constelação de Monoceros. Ela está localizada a aproximadamente 13 anos-luz (4,1 parsecs) da Terra, sendo um dos vizinhos mais próximos do Sol.